# La Giustiniana

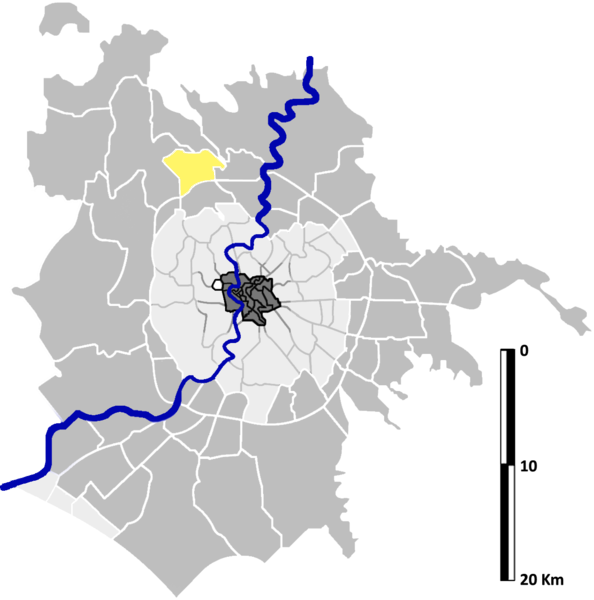
Lage von La Giustiniana in Rom

La Giustiniana bezeichnet die 54. Zone, abgekürzt als Z.LIV, der italienischen Hauptstadt Rom. Im Gegensatz zu den Rioni, Quartieri und Suburbi sind es die ländlicheren Gebiete von Rom. Sie gehört zum Municipio XV und zählt 11.009 Einwohner (2016). Sie befindet sich im Nordwesten der Stadt außerhalb der römischen Ringautobahn A90 und hat eine Fläche von 12,8016 km².

## Geschichte
La Giustiniana wurde am 13. September 1961 durch Beschluss des Commissario Straordinario gegründet. Damals wurde der Ager Romanus in 59 Zonen geteilt, denen eine römische Zahl zugeteilt wurde und ein Z vorgestellt wurde. Davon wurden sechs an die neugegründete Gemeinde Fiumicino komplett ausgegliedert und drei weitere teilweise.